# Svjetski kup u hokeju na travi za žene 1974.
Svjetski kup u športu hokeju na travi za žene 1974. se održao u Francuskoj, u gradu Mandelieu-la-Napouleu.
Krovna organizacija za ovo natjecanje je bila Međunarodna federacija za hokej na travi.

## Sudionice
Sudjelovalo je deset djevojčadi, pored domaćina Francuske, i izabrane djevojčadi iz Nizozemske, Austrije, Argentine, SR Njemačke, Švicarske, Meksika, Indije, Belgije i Španjolske.

## Konačna ljestvica
| Mj. | Djevojčad   |
| --- | ----------- |
| 1.  | Nizozemska  |
| 2.  | Argentina   |
| 3.  | SR Njemačka |
| 4.  | Indija      |
| 5.  | Belgija     |
| 6.  | Španjolska  |
| 7.  | Francuska   |
| 8.  | Austrija    |
| 9.  | Švicarska   |
| 10. | Meksiko     |

| Svjetske prvakinje 1974. |
| ------------------------ |
| Nizozemska Prvi naslov   |